# Lijst van personen overleden in mei 2021
Dit is een lijst van bekende personen die zijn overleden in mei 2021.

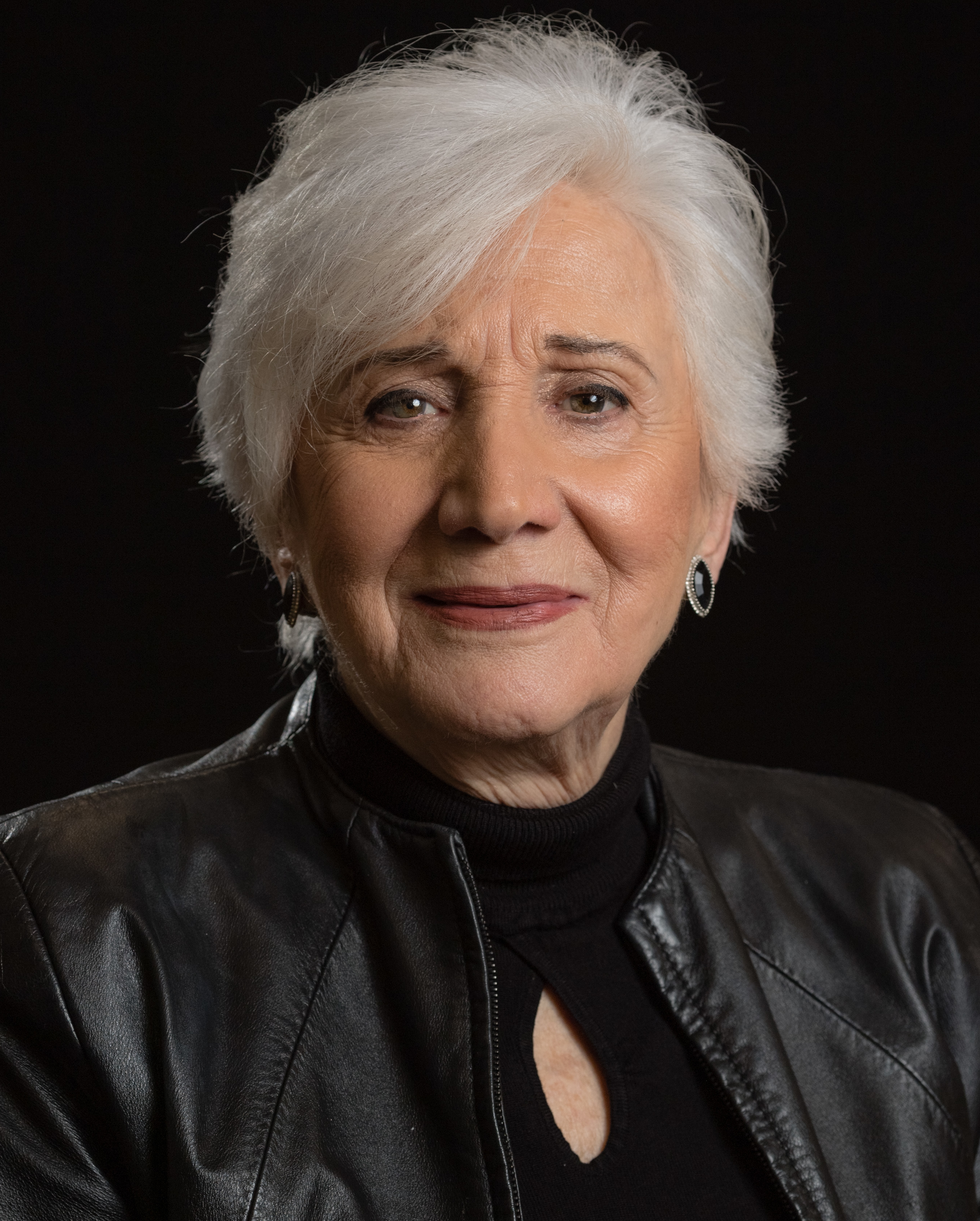
Olympia Dukakis
1 mei

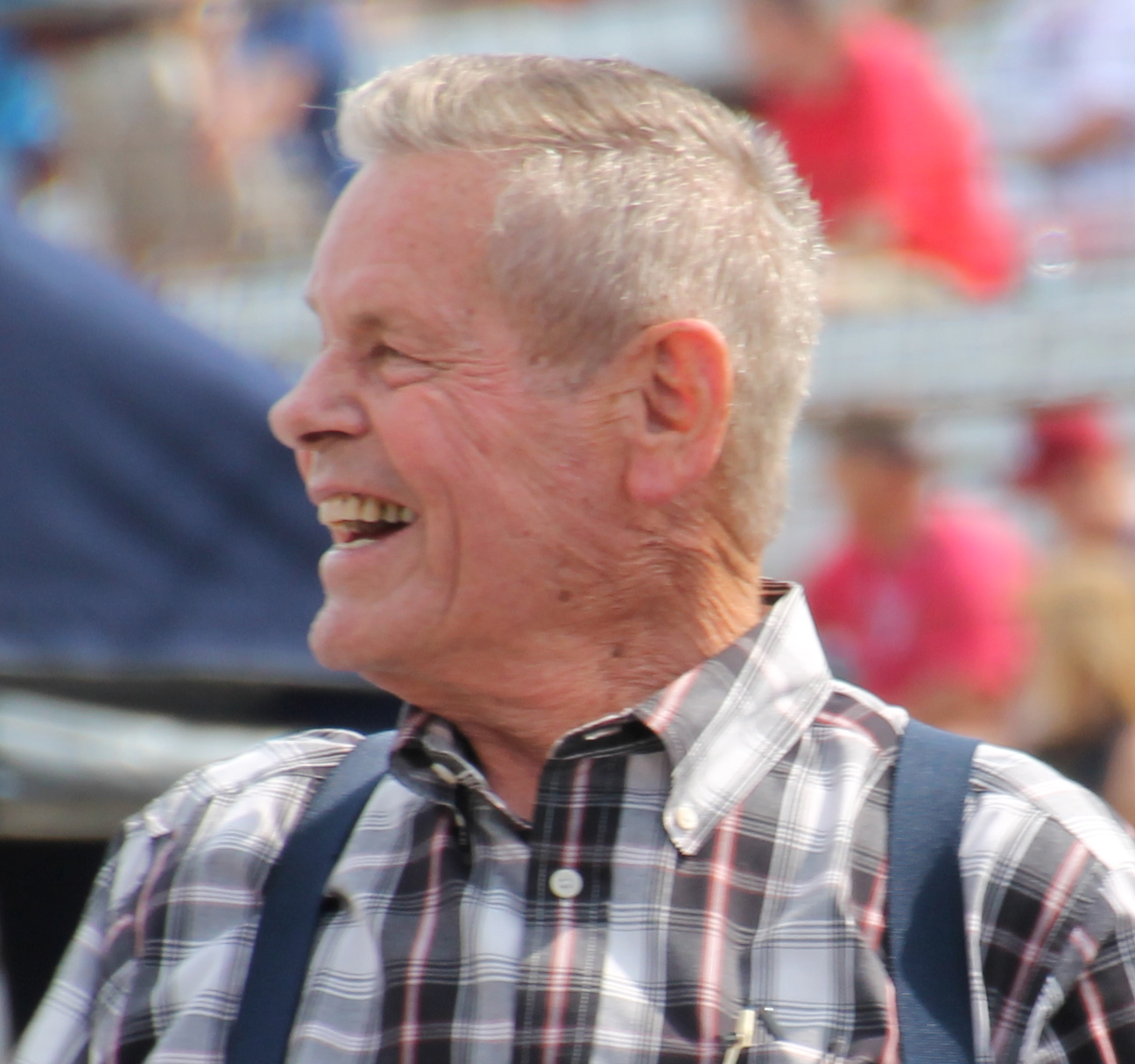
Bobby Unser
2 mei

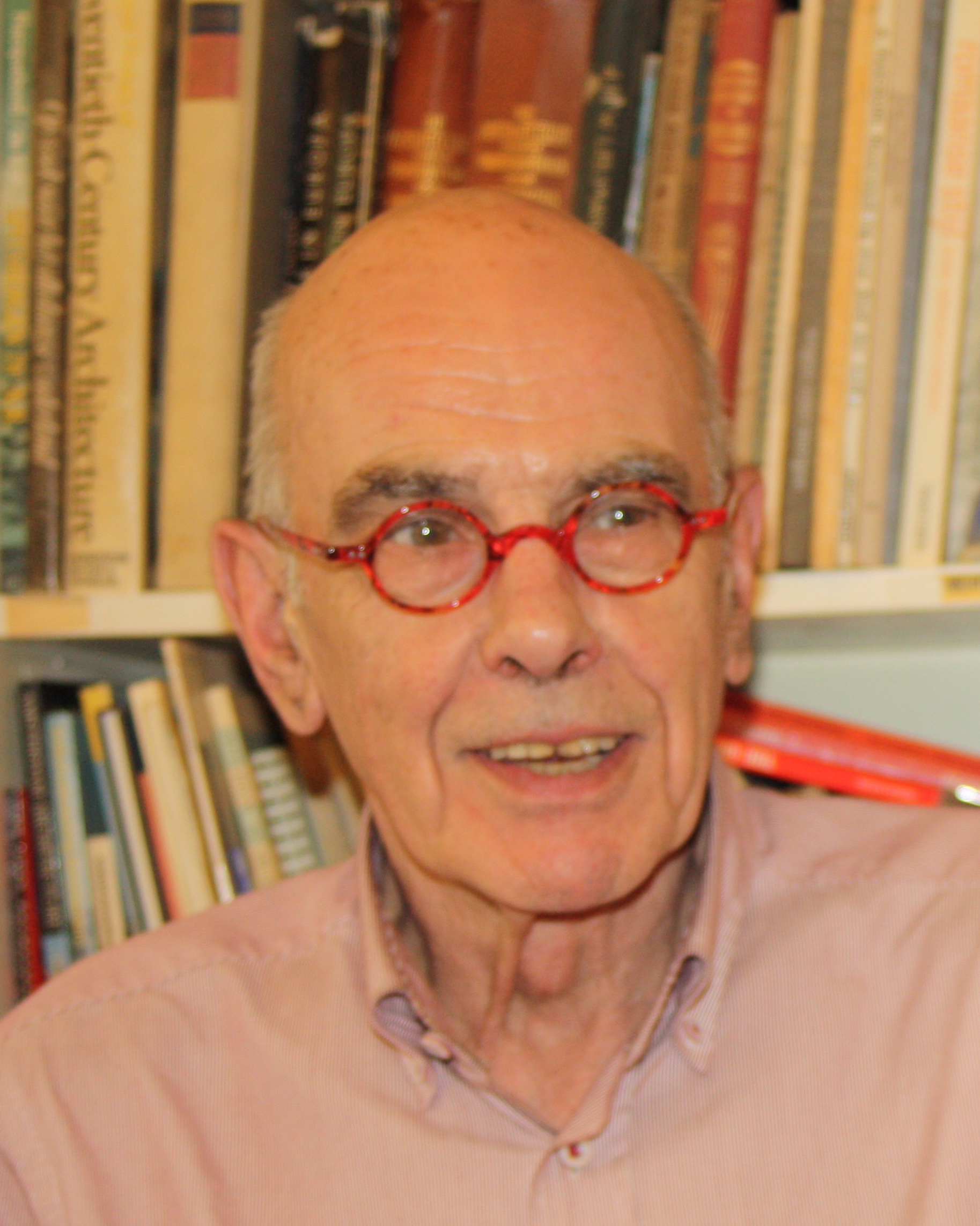
Hans Hagenbeek
2 mei

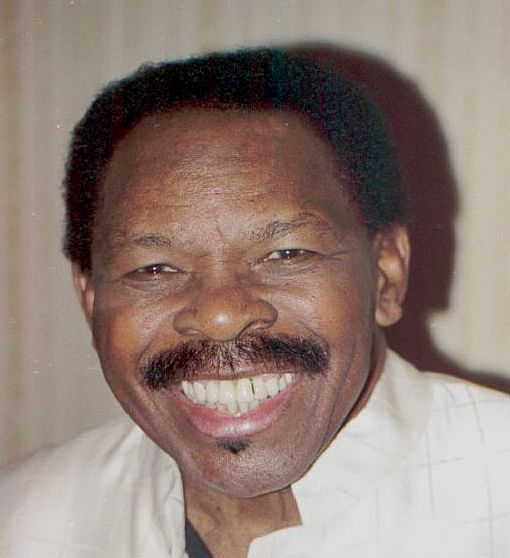
Lloyd Price
3 mei

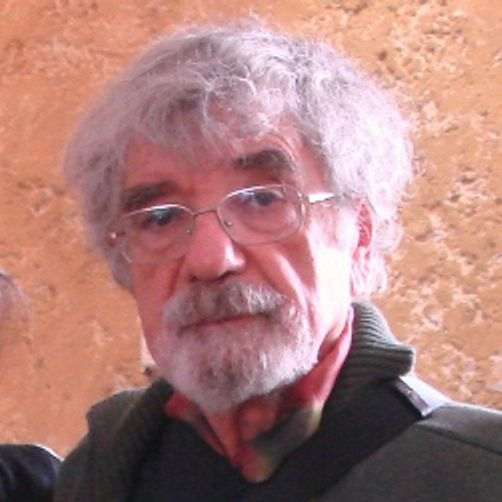
Humberto R. Maturana
6 mei

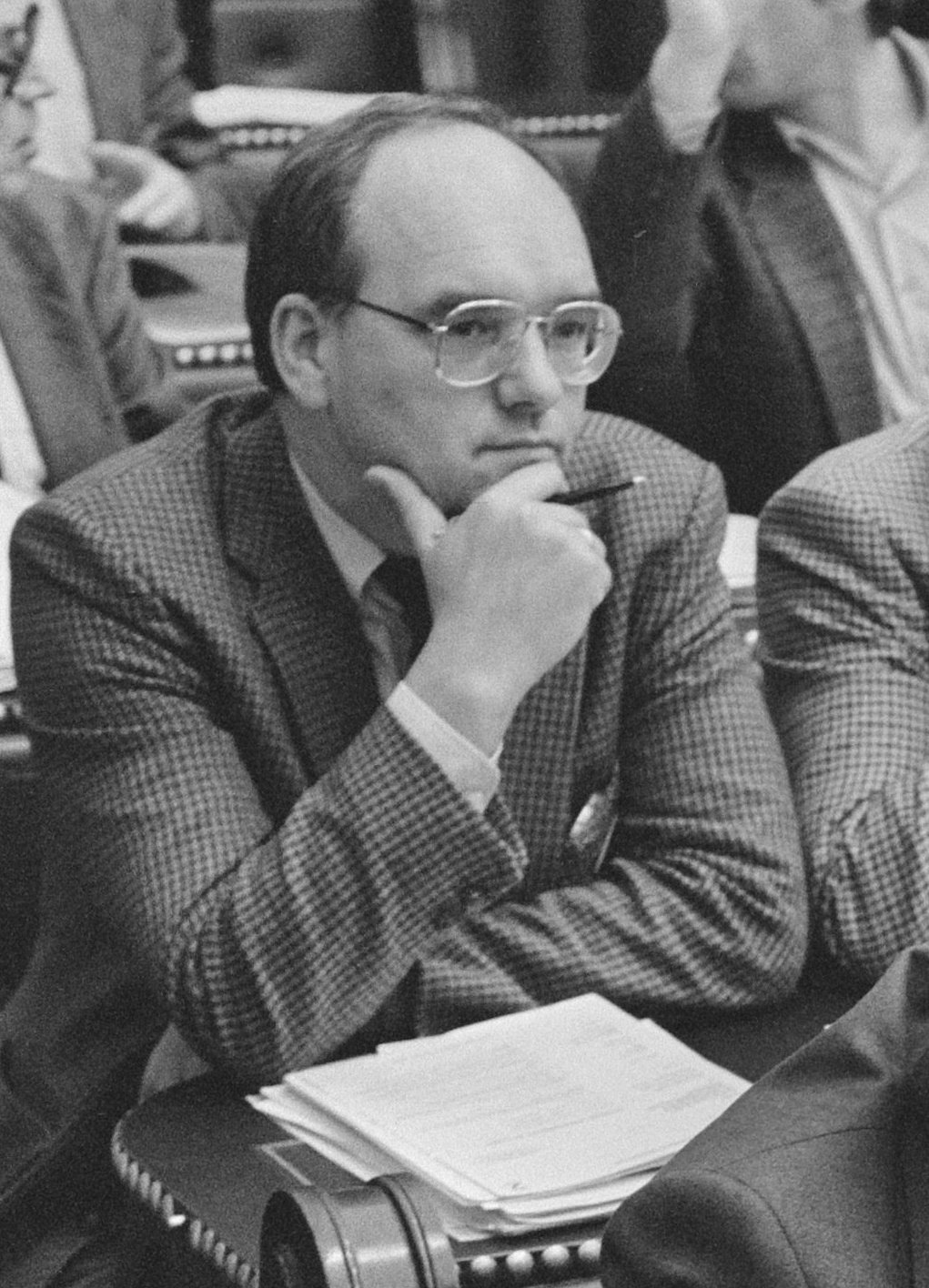
Meindert Leerling
9 mei

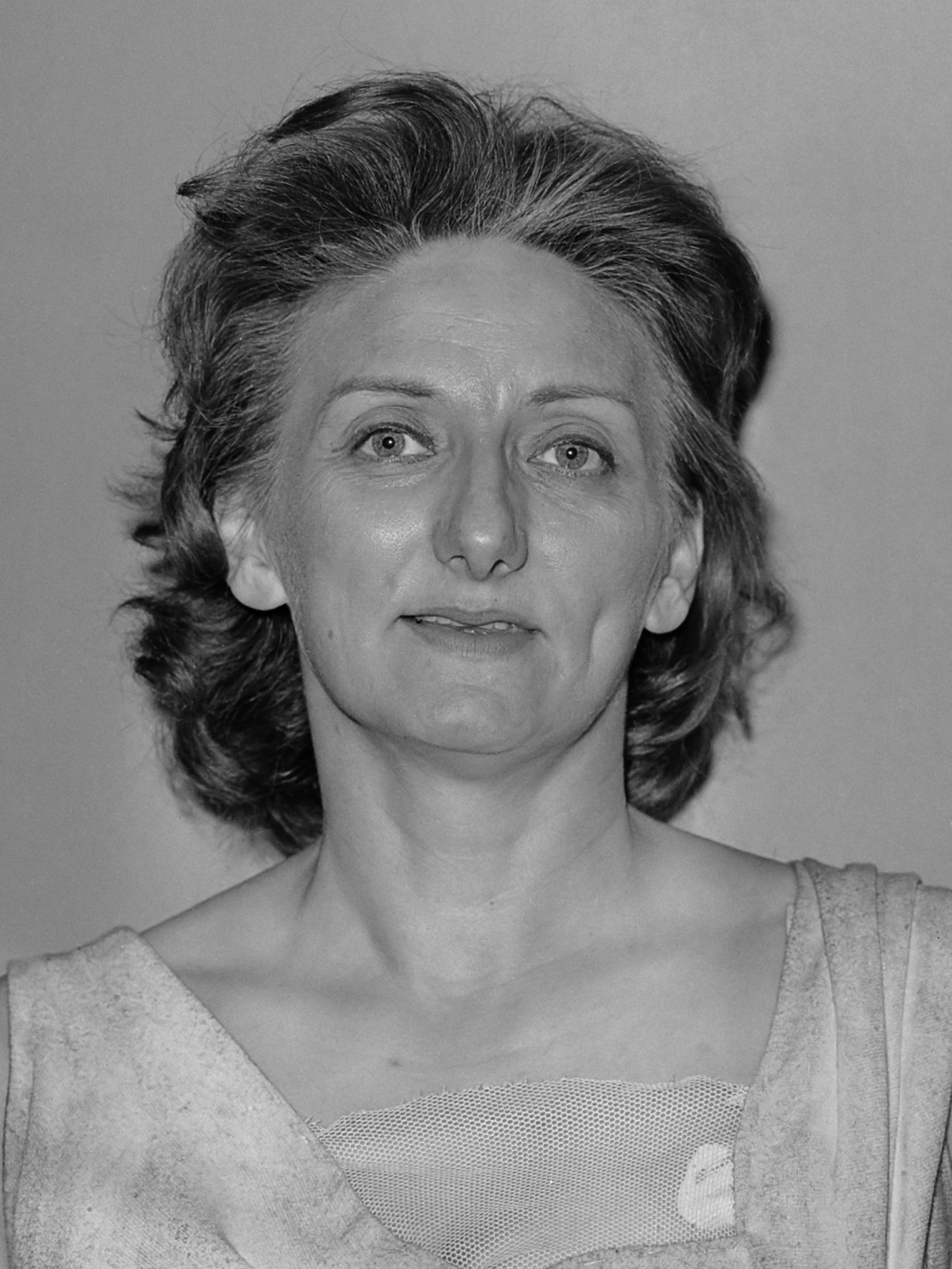
Pauline Tinsley
10 mei

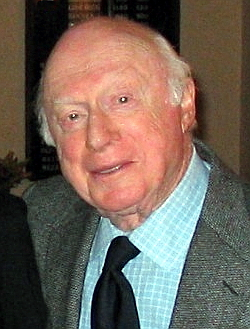
Norman Lloyd
11 mei

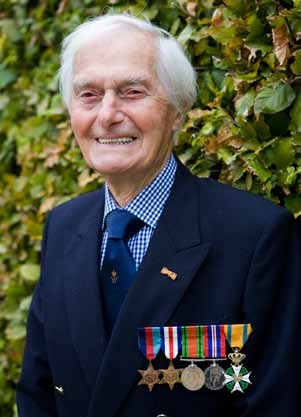
Kenneth Mayhew
14 mei

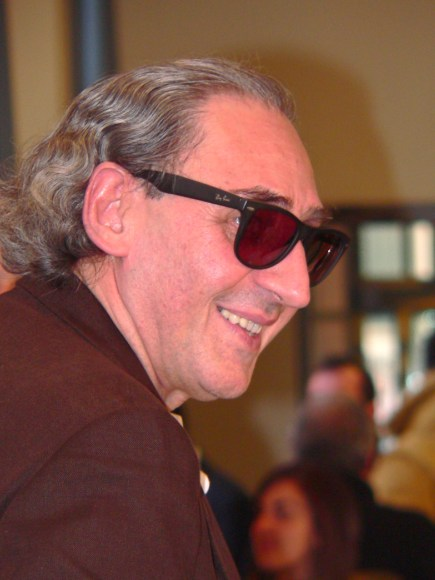
Franco Battiato
18 mei

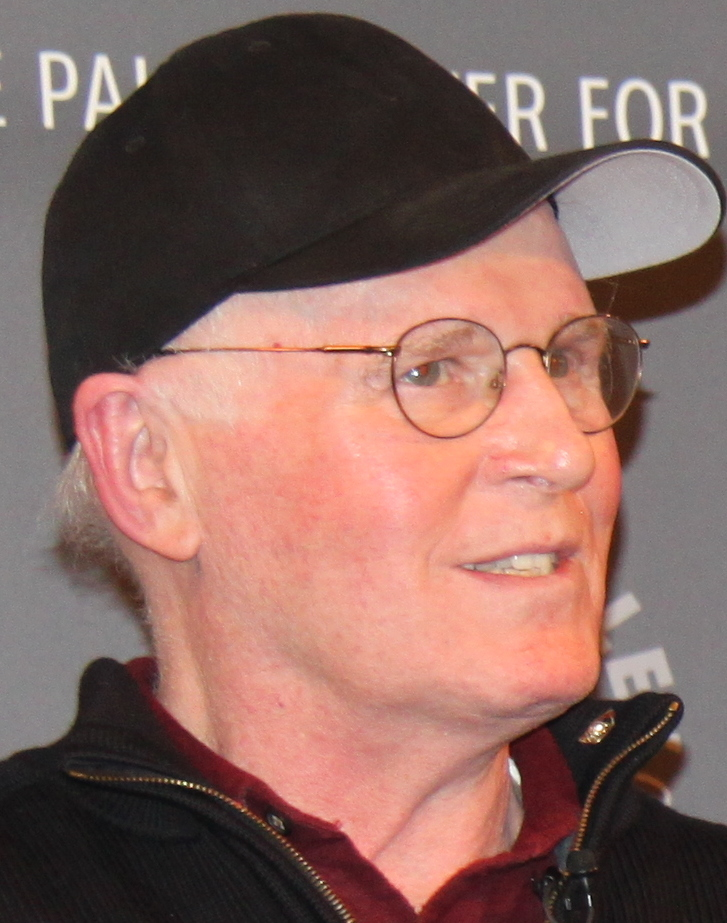
Charles Grodin
18 mei

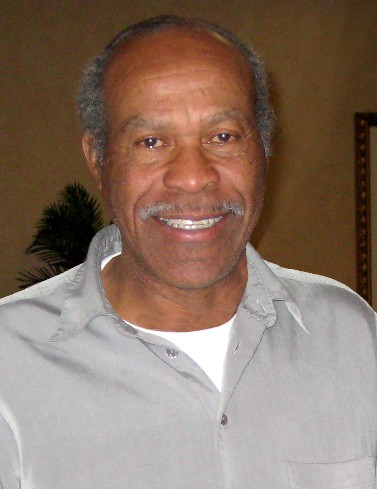
Lee Evans
19 mei

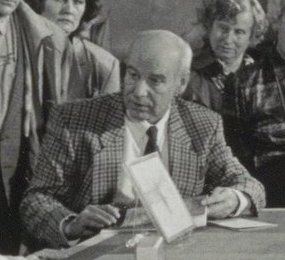
Cees van Drongelen
20 mei

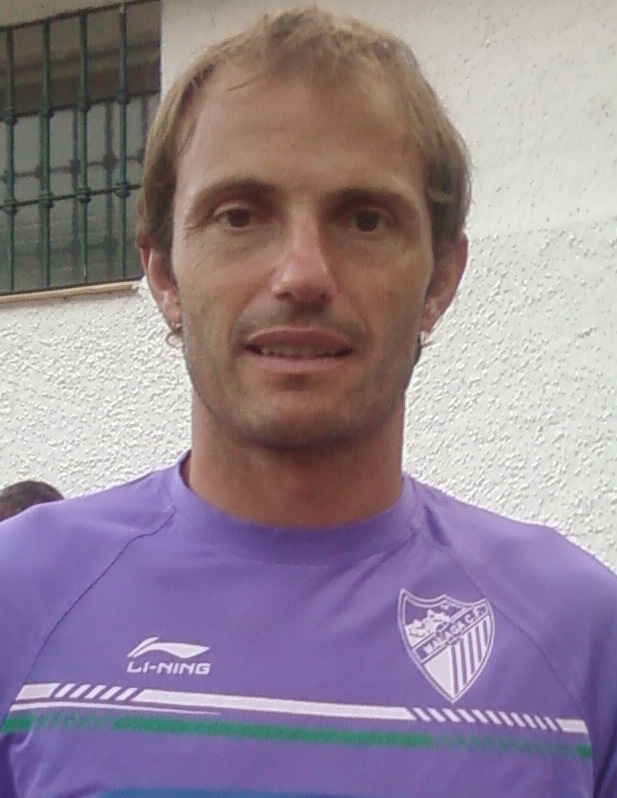
Francesc Arnau
22 mei

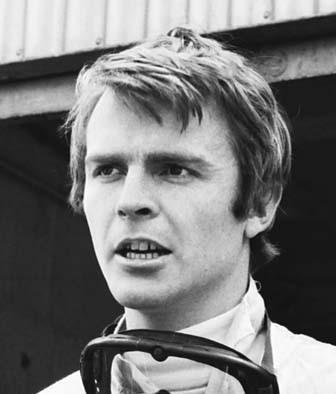
Max Mosley
24 mei

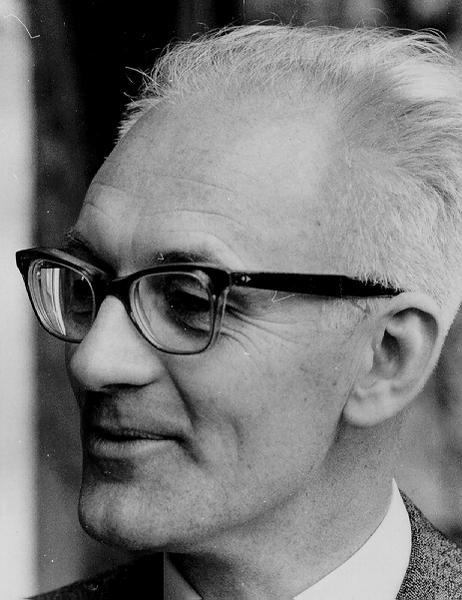
Kees de Jager
27 mei

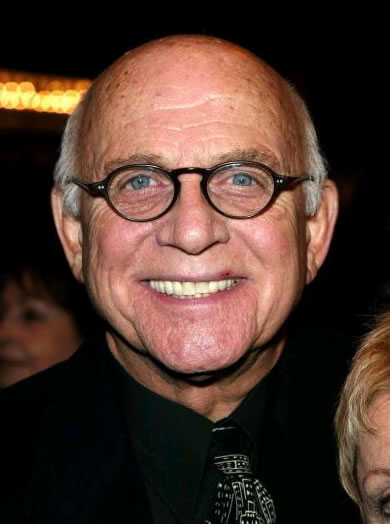
Gavin MacLeod
29 mei

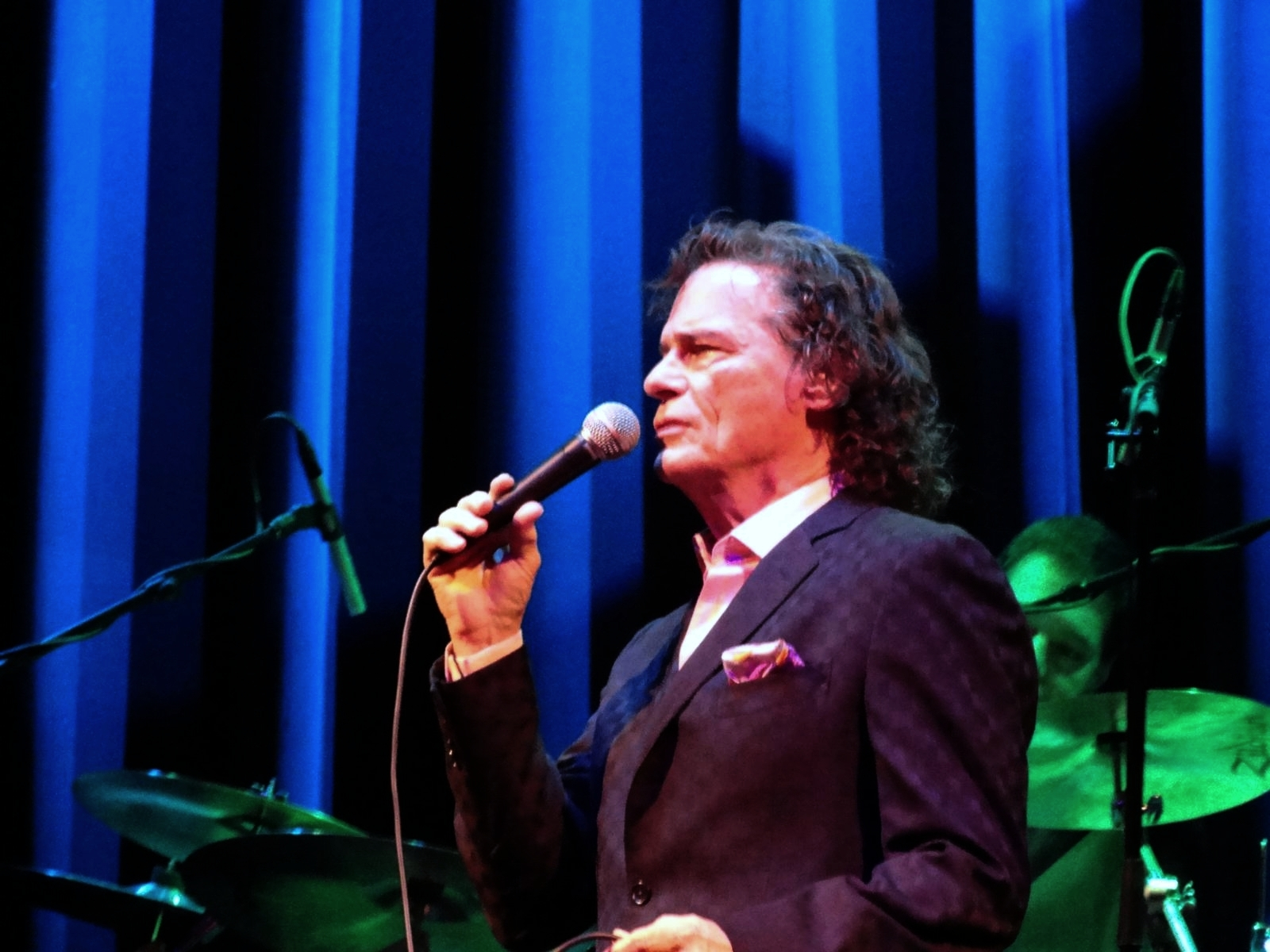
B.J. Thomas
29 mei

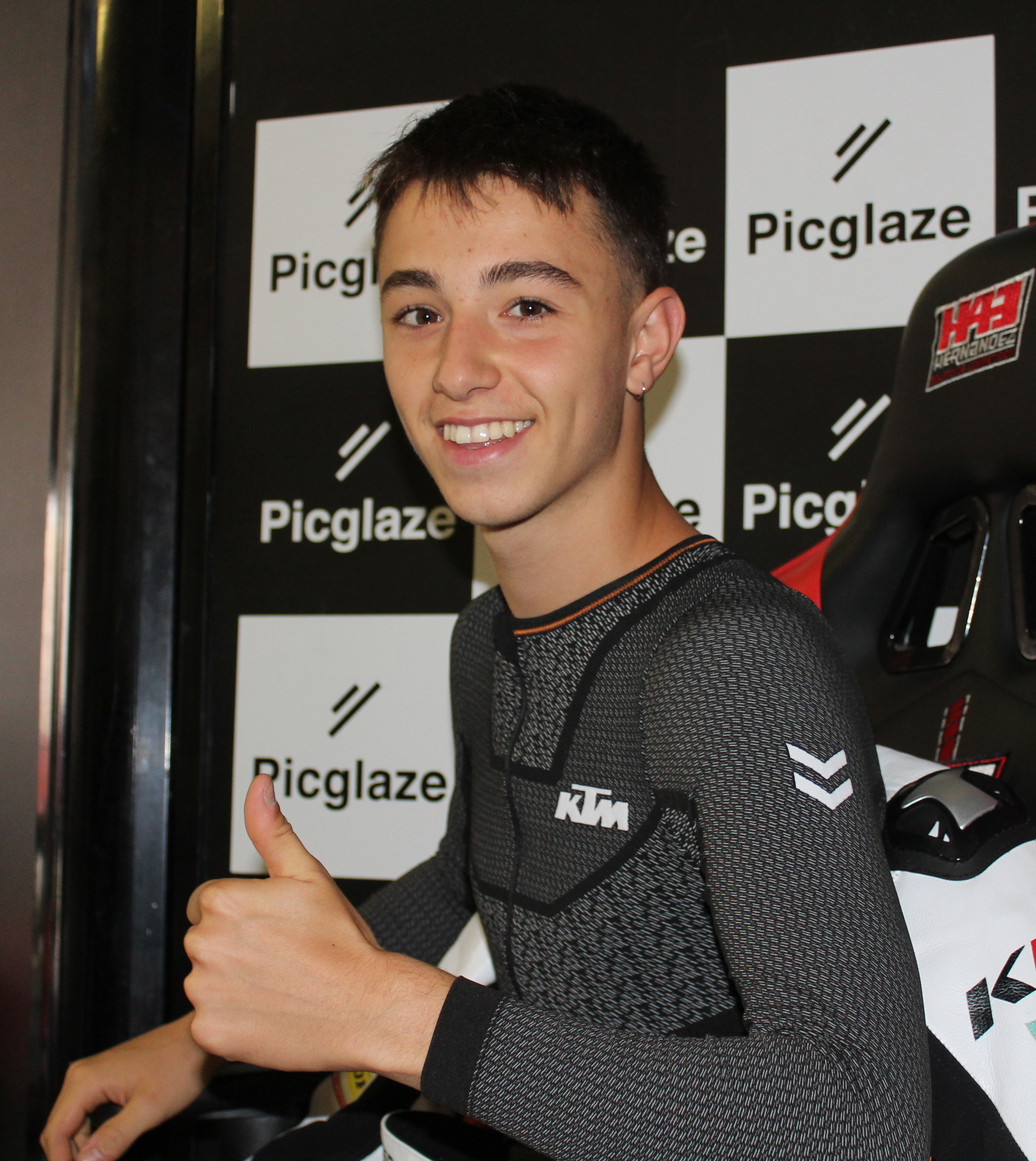
Jason Dupasquier
30 mei

| 1 | 2 | 3 | 4 | 5 | 6 | 7 | 8 | 9 | 10 | 11 | 12 | 13 | 14 | 15 | 16 | 17 | 18 | 19 | 20 | 21 | 22 | 23 | 24 | 25 | 26 | 27 | 28 | 29 | 30 | 31 |
| - | - | - | - | - | - | - | - | - | -- | -- | -- | -- | -- | -- | -- | -- | -- | -- | -- | -- | -- | -- | -- | -- | -- | -- | -- | -- | -- | -- |

### 1 mei
- Pieter Aspe (68), Belgisch schrijver[1]
- Olympia Dukakis (89), Amerikaans actrice[2]
- Willy Kurant (87), Belgisch cameraman[3]
- Joseph Z. Nederlander (93), Amerikaans impresario, theatereigenaar[4]

### 2 mei
- Jacques d'Amboise (86), Amerikaans balletdanser[5]
- Hans Hagenbeek (79), Nederlands architect[6]
- Bobby Unser (87), Amerikaans autocoureur[7]

### 3 mei
- Rafael Albrecht (79), Argentijns voetballer[8]
- Jos De Man (88), Belgisch jurist en auteur[9]
- Lloyd Price (88), Amerikaans zanger[10]
- Franz Vansteenkiste (86), Belgisch politicus[11]

### 4 mei
- Nick Kamen (59), Brits zanger, liedjesschrijver en model[12]
- Leslie Marr (98), Brits autocoureur en schilder[13]
- Alan McLoughlin (54), Iers-Brits voetballer[14]
- Elly Salomé (99), Nederlands pianiste, conservatoriumdocente en muziekrecensente[15]

### 5 mei
- Philipose Mar Chrysostom (103), Indiaas bisschop[16]
- Gerard Höweler (80), Nederlands beeldhouwer[17]
- Bertil Johansson (86), Zweeds voetballer en voetbaltrainer[18]
- George Jung (78), Amerikaans drugshandelaar en smokkelaar[19]
- Georgi Prokopenko (84), Oekraïens zwemmer[20]

### 6 mei
- Paul Van Doren (90), Amerikaans zakenman[21]
- Carlos Griguol (84), Argentijns voetballer en voetbaltrainer[22]
- Humberto R. Maturana (92), Chileens bioloog[23]
- Kentaro Miura (54), Japans mangaka[24]
- Christophe Revault (49), Frans voetballer[25]
- Pervis Staples (85), Amerikaans zanger[26]

### 7 mei
- Tawny Kitaen (59), Amerikaans actrice[27]
- Otto Polak (85), Nederlands voetballer[28]
- Margriet Pullens (84), Nederlands poppenspeelster[29]

### 8 mei
- Helmut Jahn (81), Duits-Amerikaans architect[30]
- Theodoros Katsanevas (74), Grieks politicus[31]
- Maharaj Krishan Kaushik (66), Indiaas hockeyspeler[32]
- Spencer Silver (80), Amerikaans scheikundige[33]
- Ravinder Pal Singh (60), Indiaas hockeyspeler[34]

### 9 mei
- Eva Bal (82), Nederlands regisseur[35]
- José Manuel Caballero (94), Spaans schrijver[36]
- Meindert Leerling (85), Nederlands politicus en journalist[37]
- Wilfried Peffgen (78), Duits wielrenner[38]

### 10 mei
- Tony Armatrading (59), Brits acteur[39]
- Marc Daniëls (61), Belgisch striptekenaar[40]
- Peter Flaton (74), Nederlands neerlandicus[41]
- Michel Fourniret (79), Frans seriemoordenaar[42]
- Art Gensler (85), Amerikaans architect[43]
- Néstor Montelongo (66), Uruguayaans voetballer[44]
- Svante Thuresson (84), Zweeds jazzzanger[45]
- Pauline Tinsley (93), Brits sopraan[46]

### 11 mei
- Neil Connery (83), Brits acteur[47]
- Norman Lloyd (106), Amerikaans acteur[48]
- Richard Nonas (85), Amerikaans beeldhouwer en installatiekunstenaar[49]
- Lester L. Wolff (102), Amerikaans politicus[50]

### 12 mei
- Herman Celis (67), Belgisch muzikant[51]
- Blackie Dammett (John Michael Kiedis) (81), Amerikaans acteur[52]
- Louis De Grève (91), Belgisch politicus, rechter en muzikant[53]
- Bob Koester (88), Amerikaans platenproducer[54]
- Ton Pansier (74), Nederlands voetballer[55]
- Ivanildo Rozenblad (24), Surinaams voetballer[56]
- Marianne Tidick (78), Duits politica[57]

### 13 mei
- Jan van 't Hek (76), Nederlands voetballer[58]
- Norman Simmons (91), Amerikaans jazzpianist[59]

### 14 mei
- Sándor Balassa (87), Hongaars componist[60]
- Teus van den Berg-Been (95), Nederlands beeldhouwer[61]
- Raph Huet (79), Belgisch glasraamkunstenaar[62]
- Ester Mägi (99), Estisch componiste[63]
- Kenneth Mayhew (104), Brits militair[64]

### 15 mei
- Cornelia Boonstra-van der Bijl (110), oudste inwoner van Nederland[65]
- Jacky van Dam (Jaap Plugers) (83), Nederlands zanger[66]
- Đorđe Marjanović (89), Servisch zanger[67]
- Mario Pavone (80), Amerikaans jazzcontrabassist[68]
- Wilfred van Soldt (73), Nederlands assyrioloog[69]

### 16 mei
- Marianne Burgman (68), Nederlands burgemeester[70]
- MC Kevin (23), Braziliaans zanger[71]

### 17 mei
- Joan Ferrés i Curós (96), Spaans beeldhouwer[72]
- Magdeleine Willame-Boonen (80), Belgisch politica[73]

### 18 mei
- Franco Battiato (76), Italiaans zanger, gitarist, liedjesschrijver en filmmaker[74]
- Piet van Eijsden (85), Nederlands tennisser en toernooidirecteur[75]
- Charles Grodin (86), Amerikaans acteur[76]
- Ad de Jager (82), Nederlands politicus[77]

### 19 mei
- Oscar Cavagnis (46), Italiaans wielrenner[78]
- Lee Evans (74), Amerikaans atleet[79]

### 20 mei
- Ingvar Cronhammar (73), Zweeds-Deens kunstenaar[80]
- Cees van Drongelen (84), Nederlands radio- en televisie-presentator[81]
- Roger Hawkins (75), Amerikaans drummer[82]
- Jan van Ossenbruggen (81), Nederlands muziekpedagoog en dirigent[83]
- Sándor Puhl (65), Hongaars voetbalscheidsrechter[84]
- Abubakar Shekau (48), Nigeriaans terrorist[85]
- Johan Weyts (81), Belgisch politicus[86]

### 21 mei
- Roman Kent (92), Pools-Amerikaans Holocaust-overlevende[87]

### 22 mei
- Francesc Arnau (46), Spaans voetballer[88]
- Jeanne Bot (116), Frans supereeuwelinge[89]
- Yuan Longping (90), Chinees landbouwwetenschapper en hoogleraar[90]
- Nan Los (87), Nederlands model[91]
- Robert Marchand (109), Frans wielrenner[92]
- Ib Nielsen (81), Deens voetbalscheidsrechter[93]
- André Ribeiro (55), Braziliaans autocoureur[94]

### 23 mei
- Eric Carle (91), Amerikaans  kinderboekenschrijver en illustrator[95]
- Cristóbal Halffter (91), Spaans componist[96]
- Paulo Mendes da Rocha (92), Braziliaans architect[97]
- John Sprinzel (90), als Duits geboren Brits autocoureur, auteur en windsurfer[98]

### 24 mei
- Max Mosley (81), Brits autocoureur en sportbestuurder[99]
- Samuel E. Wright (74), Amerikaans acteur, stemacteur en zanger[100]

### 25 mei
- Krikor Bedros XX Ghabroyan (86), Syrisch katholikos-patriarch[101]
- Fons Teheux (87), Nederlands politicus[102]
- John Warner (94), Amerikaans politicus[103]

### 26 mei
- Tarcisio Burgnich (82), Italiaans voetballer[104]
- Kevin Clark (32), Amerikaans acteur[105]
- John Davis (66), Amerikaans zanger[106]
- Murray Dowey (95), Canadees ijshockeyspeler[107]
- Heidi Ferrer (50), Amerikaans scenarioschrijfster[108]
- Jerome Hellman (92), Amerikaans filmproducent[109]
- Henk Horsman (83), Nederlands organisator[110]
- Lambert Kelchtermans (91), Belgisch politicus[111]
- Arturo Luz (94), Filipijns beeldend kunstenaar[112]
- Paul Soles (90), Canadees stemacteur[113]

### 27 mei
- Carla Fracci (84), Italiaans ballerina[114]
- Robert Hogan (87), Amerikaans acteur[115]
- Kees de Jager (100), Nederlands astronoom[116]
- Jaime Lerner (83), Braziliaans architect en stedenbouwkundige[117]
- Poul Schlüter (92), Deens politicus[118]
- William Sydeman (93), Amerikaans componist en muziekpedagoog[119]
- Steef Weijers (91), Nederlands politicus[120]

### 28 mei
- Jimi Bellmartin (72), Nederlands zanger[121]
- Mark Eaton (64), Amerikaans basketbalspeler[122]
- Tony Marino (90), Amerikaans professioneel worstelaar[123]
- Benoît Sokal (66), Belgisch stripauteur[124]

### 29 mei
- Bé Holst (89), Nederlands atleet[125]
- Dani Karavan (90), Israëlisch beeldhouwer[126]
- Evert Kuijt (82), Nederlands schrijver en vertaler[127]
- Gwen Shamblin Lara (66), Amerikaans dieetgoeroe en -auteur[128]
- Joe Lara (56), Amerikaans acteur, vechtkunstenaar en muzikant[128]
- Gavin MacLeod (Allan George See) (90), Amerikaans acteur[129]
- Floyd McClung (75), Amerikaans schrijver[130]
- Cornelius Sim (69), Bruneis kardinaal[131]
- B.J. Thomas (78), Amerikaans countryzanger[132]

### 30 mei
- Tonnie van As (93), Nederlands voetballer[133]
- Jason Dupasquier (19), Zwitsers motorcoureur[134]
- Evert van Uitert (85), Nederlands kunsthistoricus en hoogleraar[135]

### 31 mei
- Hugo Bakker (35), Nederlands organist en muziekdocent[136]
- Romain Bouteille (84), Frans acteur, komiek, toneelauteur en zanger[137]
- James Crawford (72), Australisch-Nederlands jurist en rechter[138]
- Peter Del Monte (77), Italiaans filmregisseur[139]
- Arlene Golonka (85), Amerikaans actrice[140]

### Datum onbekend
- Zdenko Vukasović (79), Kroatisch voetballer[141]

januari ·
februari ·
maart ·
april ·
mei ·
juni ·
juli ·
augustus ·
september ·
oktober ·
november ·
december
1900 ·
1901 ·
1902 ·
1903 ·
1904 ·
1905 ·
1906 ·
1907 ·
1908 ·
1909 ·
1910 ·
1911 ·
1912 ·
1913 ·
1914 ·
1915 ·
1916 ·
1917 ·
1918 ·
1919 ·
1920 ·
1921 ·
1922 ·
1923 ·
1924 ·
1925 ·
1926 ·
1927 ·
1928 ·
1929 ·
1930 ·
1931 ·
1932 ·
1933 ·
1934 ·
1935 ·
1936 ·
1937 ·
1938 ·
1939 ·
1940 ·
1941 ·
1942 ·
1943 ·
1944 ·
1945 ·
1946 ·
1947 ·
1948 ·
1949 ·
1950 ·
1951 ·
1952 ·
1953 ·
1954 ·
1955 ·
1956 ·
1957 ·
1958 ·
1959 ·
1960 ·
1961 ·
1962 ·
1963 ·
1964 ·
1965 ·
1966 ·
1967 ·
1968 ·
1969 ·
1970 ·
1971 ·
1972 ·
1973 ·
1974 ·
1975 ·
1976 ·
1977 ·
1978 ·
1979 ·
1980 ·
1981 ·
1982 ·
1983 ·
1984 ·
1985 ·
1986 ·
1987 ·
1988 ·
1989 ·
1990 ·
1991 ·
1992 ·
1993 ·
1994 ·
1995 ·
1996 ·
1997 ·
1998 ·
1999 ·
2000 ·
2001 ·
2002 ·
2003 ·
2004 ·
2005 ·
2006 ·
2007 ·
2008 ·
2009 ·
2010 ·
2011 ·
2012 ·
2013 ·
2014 ·
2015 ·
2016 ·
2017 ·
2018 ·
2019 ·
2020 ·
2021 ·
2022 ·
2023 ·
2024 ·
2025